# Camden, New Jersey
Camden, New Jersey là một thành phố quận lỵ quận Camden trong bang New Jersey, Hoa Kỳ. Thành phố có tổng diện tích 26.78 km² km², trong đó diện tích đất là  km². Theo điều tra dân số Hoa Kỳ năm 2010, thành phố có dân số 77.344 người, giảm 2560 (3,2%) so với mức 79.904 cư dân được liệt kê trong điều tra dân số Hoa Kỳ năm 2000, với Camden xếp hạng thứ 12 thành phố lớn nhất trong bang trong năm 2010 sau khi đã được xếp hạng thứ 10 trong năm 2000.
Camden đã được lập thành thành phố vào ngày 13 tháng 2 năm 1828, từ một phần của thị xã hiện nay không còn tồn tại Newton, trong khi khu vực này vẫn là một phần của quận Gloucester. Ngày 13/3/1844, Camden đã trở thành một phần của quận mới thành lập quận Camden.
Mặc dù từng là một trung tâm phát triển mạnh sản xuất và công nghiệp, Camden có lẽ là nổi tiếng nhất cho cuộc đấu tranh với các vụ bê bối chính trị. Ba thị trưởng Camden đã bị bỏ tù vì tham nhũng, gần đây nhất là Milton Milan vào năm 2000. Từ năm 2005, hệ thống trường học và sở cảnh sát đã được điều hành bởi bang New Jersey, tiếp quản sẽ hết hạn vào năm 2012. Trong năm 2008, Camden có tỷ lệ tội phạm cao nhất ở Mỹ với 2.333 tội phạm bạo lực trên 100.000 người trong khi bình quân cả nước là 455 trên 100.000. Trường công lập Camden dành 17.000 USD cho mỗi học sinh mỗi năm và 2 / 3 sinh viên tốt nghiệp. Hai trong số mỗi năm cư dân dưới chuẩn nghèo quốc gia.